# Блокада
Блокада је скуп економских, политичких и војних мјера да би се изоловала држава, државе или њихове оружане снаге прекидом веза са осталим свијетом.
Док се већина блокада историјски дешавала на мору, блокаде се такође користе на копну како би се спречио улазак у неко подручје. На пример, Јерменија је земља без излаза на море коју Турска и Азербејџан блокирају. Дакле, Јерменија не може да обавља међународну трговину преко тих земаља, и углавном тргује преко Грузије. Ово ограничава економски развој земље.

## Карактеристике
Циљ блокаде је да се блокирана држава или оружане снаге присиле на преговоре, капитулацију, предају дијела територије или на друге уступке. Генерално се могу подијелити на економске и војне блокаде. Обје су вршене много пута у прошлости.

### Економска блокада
Неке познате економске блокаде су континентална блокада против Велике Британије током Наполеонових ратова, блокада Југа у Америчком грађанском рату, блокада Берлина послије Другог свјетског рата, санкције УН према СР Југославији током 1990-их година, и тако даље. 

### Војна блокада
Неке познате војне блокаде су током опсаде Цариграда 717-718. од стране Арапа, блокада Порт Артура у Руско-јапанском рату 1904-1905., и Сјеверни бараж и Доверски бараж за блокаду Њемачке у Другом свјетском рату.

## Историја
Иако су примитивне поморске блокаде биле у употреби миленијумима, прве успешне покушаје успостављања потпуне поморске блокаде извршила је британска Краљевска морнарица током Седмогодишњег рата (1754–1763) против Француске. После британске поморске победе код залива Киберон, која је окончала сваку непосредну претњу од велике инвазије на Британију, Британија је успоставила блиску блокаду на француској обали. Ово је изгладнело француске трговинске луке, ослабивши француску економију. Адмирал Едвард Хок преузео је команду над флотом која је блокирала Брест и проширио блокаду на целу француску обалу Атлантика од Денкерка до Бордоа, као и до Марсеја на француској обали Средоземног мора.
Стратешки значај блокаде показао се током Француских револуционарних ратова и Наполеонових ратова, када је Краљевска морнарица успешно блокирала Француску, што је довело до великих економских поремећаја. Унијина блокада јужних лука била је главни фактор у Америчком грађанском рату. Током Првог светског рата, савезници су блокирали Централне силе, лишавајући их хране и других стратешких материјала. Покушај немачке блокаде подморницама изазвао је знатне несташице у Британији, али је на крају пропао. Овај исход се поновио и у Другом светском рату.
Поморски стратешки мислиоци, као што су сер Џулијан Корбет и Алфред Тајер Махан, писали су да су поморски сукоби добијани првенствено одлучујућим биткама, али и блокадом.

## Врсте блокаде

### Блиске, далеке и лабаве блокаде
Блиска блокада подразумева стављање ратних бродова у видокругу блокиране обале или луке, како би се обезбедило тренутно пресретање сваког брода који улази или излази. То је и најефикаснији и најтежи облик блокаде за спровођење. Потешкоће настају зато што бродови који блокирају морају непрекидно да остану на мору, изложени олујама и тешкоћама, обично далеко од било какве подршке, и рањиви на изненадни напад са стране у блокади, чији бродови могу остати безбедни у луци док не одлуче да изађу.
У удаљеној блокади, блокатори се држе далеко од блокиране обале и покушавају да пресретну све бродове који улазе или излазе. Ово може захтевати више бродова на употреби, али они обично могу да делују ближе својим базама и изложени су много мањем ризику од непријатељских напада. Ово је било скоро немогуће пре 16. века због природе бродова који су се користили.
Лабава блокада је блиска блокада у којој се бродови који блокирају повлаче из видокруга са обале (иза хоризонта), али не даље. Циљ лабаве блокаде је да се намами непријатељ да изађе, али да се остане довољно близу за напад.
Британски адмирал Хорејшио Нелсон применио је лабаву блокаду код Кадиза 1805. године. Француско-шпанска флота под Пјером-Шарлом Вилневом је тада изашла, што је резултирало битком код Трафалгара.

### Пацифичка блокада
До 1827. блокаде, као део економског ратовања, увек су биле део рата. Ово се променило када су Француска, Русија и Британија притекле у помоћ грчким побуњеницима против Турске. Блокирали су обалу коју су окупирали Турци, што је довело до битке код Наварина. Међутим, рат никада није објављен, те се сматра првом пацифистичком — односно мирном — блокадом. Прва истински пацифистичка блокада, која уопште није укључивала пуцњаву, била је британска блокада Републике Нове Гранаде 1837. године, успостављена да би приморала Нову Гранаду да ослободи затвореног британског конзула.

## Правни статус
Од 1945. године Савет безбедности Уједињених нација утврђује правни статус блокада, а чланом 42 Повеље УН савет може да примењује блокаде. Повеља УН дозвољава право на самоодбрану, али захтева да се то одмах пријави Савету безбедности како би се обезбедило одржавање међународног мира.
Према нератификованом документу Сан Ремо Приручник о међународном праву применљивом на оружане сукобе на мору, од 12. јуна 1994. године, блокада је легалан метод ратовања на мору, али је вођена правилима. Приручник описује оно што никада не може бити кријумчарено. Нација која је блокирала може слободно да изабере било шта друго као кријумчарење на листи коју мора да објави.

### Ратни чин
Да ли се блокада сматра законитом или не, зависило је од закона нација на чију је трговину утицала блокада. Бразилска блокада Рио де ла Плате 1826. током Цисплатинског рата, на пример, сматрана је законитом према британском закону, али незаконитом према француском и америчком закону. Последње две земље најавиле су да ће активно бранити своје бродове од бразилских блокада, док је Британија била принуђена да се залаже за мирно решење између Бразила и Аргентине.